# Pamphilius sylvarum
Pamphilius sylvarum är en stekelart som först beskrevs av Stephens 1835.  Pamphilius sylvarum ingår i släktet Pamphilius, och familjen spinnarsteklar. Arten har ej påträffats i Sverige.